# Gare de Montebello
La gare de Montebello est une gare ferroviaire située au 502-A, rue Notre-Dame  à Montebello dans la province de Québec au Canada. 

## Histoire
C'est une gare de la Canadien Pacifique construite de bûches de cèdre rouge comme l'hôtel Château Montebello.
Après l'abandon de la voie ferrée de la Canadian Pacifique entre Montréal et Ottawa via Montebello, la gare est devenue un centre d'information touristique.
La gare est inventoriée au Répertoire du patrimoine culturel du Québec depuis environ 2009 .

## Service des voyageurs
Gare fermée.